# Седлоузловая бифуркация
В теории динамических систем, седлоузловая бифуркация — локальная бифуркация, при которой пара особых точек (устойчивая и неустойчивая) сливаются в полуустойчивую особую точку (седлоузел), затем исчезающую. Единственная бифуркация, которая встречается в типичных однопараметрических семействах векторных полей на прямой неустранимым образом (т.е. является типичной бифуркацией коразмерности 1).

## Нормальная форма
Рассмотрим векторное поле на прямой, имеющее особую точку. Если особая точка невырождена (производная векторного поля в ней отлична от 0), по теореме о неявной функции, она сохраняется при малых возмущениях, и бифуркации не происходит. Таким образом, простейший случай, интересный с точки зрения теории бифуркаций: первая производная равна нулю. В типичном случае, вторая производная ненулевая. Раскладывая векторное поле в ряд Тейлора и меняя при необходимости систему координат, можно считать, что коэффициент при {\displaystyle x^{2}} равен -1. В этом случае векторное поле имеет вид:
{\displaystyle {\dot {x}}=-x^{2}+o(x^{2}).\quad \quad (1)}
Поскольку особая точка вырождена, векторное поле (1) не является структурно устойчивым: сколь угодно малым возмущением можно уничтожить особую точку или «развалить» её на две. Оказывается, любое невырожденное малое возмущение этого векторного поля в окрестности особой точки 0 (топологически) эквивалентно однопараметрическому семейству
{\displaystyle {\dot {x}}=\varepsilon -x^{2}\quad \quad (2)}
Иными словами, это семейство будет версальной деформацией для уравнения (1). Семейство (2) является нормальной формой седлоузловой бифуркации.

## Сценарий бифуркации
Рассмотрим семейство (2). Возможно три случая:
- При {\displaystyle \varepsilon >0} векторное поле имеет две особые точки: {\displaystyle x=\pm {\sqrt {\varepsilon }}}. Одна из них ({\displaystyle x=+{\sqrt {\varepsilon }}}) является устойчивой, другая ({\displaystyle x=-{\sqrt {\varepsilon }}}) — неустойчивой.
- При {\displaystyle \varepsilon =0} векторное поле имеет единственную полуустойчивую негиперболическую особую точку 0.
- При {\displaystyle \varepsilon <0} векторное поле не имеет особых точек.

Таким образом, седлоузловая бифуркация может быть описана как процесс рождения полуустойчивой особой точки и последующего её распадения на устойчивую и неустойчивую, или наоборот — как процесс слияния устойчивой и неустойчивой особой точки в полуустойчивую с последующим её исчезновением.

Седлоузловая бифуркация на плоскости:

Если рассматривать двумерное фазовое пространство и к уравнению (2) добавить уравнение {\displaystyle {\dot {y}}=-y}, при {\displaystyle \varepsilon >0}, особая точка {\displaystyle ({\sqrt {\varepsilon }},0)} будет устойчивым узлом, а особая точка {\displaystyle (-{\sqrt {\varepsilon }},0)} — седлом. Сливаясь при {\displaystyle \varepsilon =0}, они образуют особую точку с одним нулевым и одним ненулевым собственным значением, то есть седлоузел. Это и объясняет название бифуркации.